# فرناندو لیما
فرناندو لیما (اسپانیایی: Fernando Lima‎؛ زادهٔ ۷ مهٔ ۱۹۷۵) یک خواننده کنترتنور اپرا اهل اسپانیا است.

## زندگی‌نامه
فرناندو اگرچه در شهر بوئنوس آیرس در آرژانتین به دنیا آمده است اما از سن ۱۰ سالگی به اسپانیا آمده و ساکن شهر مادرید است. او فراگیری آواز و ساکسوفون را در شهرک «سن لورنسو دِل اِسکوریال» در شمال مادرید آغاز نمود و سپس بورسیهٔ «پالوما اوشه‌ئا» را برای «دانشکده موسیقی ملکه سوفیا» دریافت نمود. پس از آن و در سن ۲۱ سالگی، به «هنرستان موسیقی و رقص ترینیتی لابان» در لندن رفت تا دکترای خود را در زمینه موسیقیِ باروک و رنسانس دریافت دارد. در همین هنگام، به «گروه کُر مونت‌وِردی» نیز پیوست.
فرناندو به مدت ۱۱ سال نیز در کشور مکزیک زندگی کرده و در این هنگام با هنرمندان بسیاری همکاری داشته است. او همچنین در کشورهای گوناگونی به اجرای برنامه پرداخته است. نخستین آلبوم او در ۵ فوریه ۲۰۰۸ میلادی منتشر شد.
وی هم‌اینک ساکنِ شهرِ همیلتون در استان انتاریو در کشور کاناداست.